# Liga 3 2021/22 (afdeling Molukken)
Het seizoen 2021/22 van het Moluks afdelingskampioenschap van de Indonesische Liga 3 was het vierde seizoen in het bestaan van deze regionale voetbaldivisie. De voetbalcompetitie, georganiseerd door de PSSI, is het derde voetbalniveau van Indonesië en het hoogste provinciale niveau van de Molukken.
Aan de competitie namen 10 clubs deel. Maluku FC won de competitie door Gemba FC met 1–0 te verslaan in de finale. Maluku FC neemt daardoor vervolgens deel aan een regionale voorronde van het algeheel Liga 3 kampioenschap van Indonesië, waar alle afdelingskampioenen tegen elkaar in een competitie spelen om promotie naar de Liga 2.

## Toernooiopzet
De tien clubs werden onderverdeeld in twee groepen. De twee beste teams uit elke groep gingen door naar de knock-outfase die begon bij de halve finales. De winnaars van beide wedstrijden speelden de finale tegen elkaar in het Stadion Lapangan in de stad Ambon. De wedstrijden werden gespeeld in het kalenderjaar 2021, maar de competitie is een onderdeel van het seizoen 2021/22 van de Liga 3.

## Teams
| Club               | Stad / Regentschap | Eiland     |
| ------------------ | ------------------ | ---------- |
| Binatama Bupolo FC | Buru               | Buru       |
| Dolorosa FC        | Tual               | Kai Ketjil |
| Gemba FC           | West Seram         | Seram      |
| Hila Putra FC      | Centrale Molukken  | Seram      |
| Tulehu United      | Centrale Molukken  | Seram      |
| Wainuru FC         | Centrale Molukken  | Seram      |
| Maluku FC          | Ambon              | Ambon      |
| Maluku United      | Ambon              | Ambon      |
| PSHL Hitu Leitimur | Ambon              | Ambon      |
| Siwalima FC        | Ambon              | Ambon      |

## Eindstanden

### Groep A
| Positie | Club          | WG | W | G | V | DV | DT | P |                         |
| 1       | Gemba FC      | 4  | 3 | 0 | 1 | 5  | 3  | 9 | Plaatsing halve finales |
| 2       | Tulehu United | 4  | 2 | 1 | 1 | 11 | 5  | 7 | Plaatsing halve finales |
| 3       | Maluku United | 4  | 1 | 1 | 2 | 4  | 6  | 4 |                         |
| 4       | Dolorosa FC   | 4  | 1 | 1 | 2 | 4  | 7  | 4 |                         |
| 5       | Hila Putra FC | 4  | 1 | 1 | 2 | 3  | 6  | 4 |                         |

### Groep B
| Positie | Club               | WG | W | G | V | DV | DT | P |                         |
| 1       | Maluku FC          | 4  | 2 | 2 | 0 | 13 | 1  | 8 | Plaatsing halve finales |
| 2       | Wainuru FC         | 4  | 2 | 2 | 0 | 5  | 2  | 8 | Plaatsing halve finales |
| 3       | Siwalima FC        | 4  | 2 | 1 | 1 | 14 | 1  | 7 |                         |
| 4       | Binatama Bupolo FC | 4  | 1 | 0 | 3 | 6  | 10 | 3 |                         |
| 5       | PSHL Hitu Leitimur | 4  | 0 | 1 | 3 | 2  | 26 | 1 |                         |

## Finale
|                           |                  |     |           |                                                                         |
| 12 oktober 2021 15:00 uur | Gemba FC         | 0–1 | Maluku FC | Stadion: Lapangan Lease Lantamal IX, Ambon Scheidsrechter: Robo Anggoda |
| 12 oktober 2021 15:00 uur | Wedstrijdverslag |     |           | Stadion: Lapangan Lease Lantamal IX, Ambon Scheidsrechter: Robo Anggoda |
| 12 oktober 2021 15:00 uur |                  |     |           | Stadion: Lapangan Lease Lantamal IX, Ambon Scheidsrechter: Robo Anggoda |
| 12 oktober 2021 15:00 uur |                  |     |           | Stadion: Lapangan Lease Lantamal IX, Ambon Scheidsrechter: Robo Anggoda |
|                           |                  |     |           |                                                                         |

2002 · 
2003 ·
2004 ·
2005 ·
2006 ·
2007 ·
2008 ·
2009 ·
2010 ·
2011 ·
2012 ·
2013 ·
2014 ·
2015 ·
2016 ·
2017 ·
2018 ·
2019 ·
2020 ·
2021 ·
2022 ·
2023 ·